# Avitaminóza
Avitaminóza je chorobný stav vyvolaný naprostým nedostatkem určitého vitamínu. Může být např. způsoben jeho (dlouhodobě) nedostatečným přívodem, poruchou trávení, poškozením střevní mikroflóry, poruchou žláz s vnitřní sekrecí nebo jeho nekrytou zvýšenou potřebou (např. při podávání léků působících jako antagonisté vitamínů).
Název konkrétního typu avitaminózy je vytvořen přidáním přívlastku, který je shodný s deficitním vitamínem.
- nedostatek vitamínu A způsobuje nyktalopii (šeroslepost, noční slepota).
- nedostatek thiaminu (vitamínu B1) způsobuje beri-beri
- nedostatek niacinu (vitamínu B3) způsobuje pelagru
- nedostatek kobalaminu (vitamínu B12) vede ke zhoubné anémii (zhoubné chudokrevnosti)
- nedostatek vitamínu C způsobuje kurděje (skorbut)
- nedostatek kalciferolu (vitamínu D) způsobuje rachitidu (křivice)
- nedostatek vitamínu K způsobuje krvácení

V Česku se avitaminóza vyskytuje zcela ojediněle, častější je její lehčí forma, tzv. hypovitaminóza.
Opakem avitaminózy je hypervitaminóza.